# Samuel E. Wright
Samuel Ernest Wright (Camden, 20 novembre 1946 – Walden, 24 maggio 2021) è stato un attore e doppiatore statunitense.

## Biografia
Celebre soprattutto per aver dato la voce per più di 20 anni al granchio Sebastian de La sirenetta, Wright recitò in molti altri musical, tra cui Jesus Christ Superstar (musical) e Il re leone, pluripremiato a Broadway, nel quale interpretava il ruolo di Mufasa. Wright è morto nel sonno il 24 maggio 2021 all'età di 74 anni, dopo una lunga battaglia contro un tumore alla prostata.

## Filmografia parziale

### Attore
- Enos – serie TV, 18 episodi (1980-1981)
- Bird, regia di Clint Eastwood (1988)
- Jonny Zero – serie TV, 7 episodi (2005)

### Doppiaggio
- La sirenetta (1989)
- La sirenetta - Le nuove avventure marine di Ariel - serie TV, 31 episodi (1992-1994)
- Dinosauri (2000)
- La sirenetta II - Ritorno agli abissi - direct-to-video (2000)
- House of Mouse - Il Topoclub - serie TV, 6 episodi (2001-2002)
- La sirenetta: Quando tutto ebbe inizio - direct-to-video (2008)

## Doppiatori italiani
- Stefano De Sando in Bird

Da doppiatore è stato sostituito da:
- Ronny Grant in La sirenetta, La sirenetta - Le nuove avventure marine di Ariel, La sirenetta II - Ritorno agli abissi, House of Mouse - Il Topoclub, La sirenetta: Quando tutto ebbe inizio
- Glauco Onorato in Dinosauri